# Das Prinzip Hoffnung
Das Prinzip Hoffnung ist das Hauptwerk des deutschen Philosophen Ernst Bloch (1885–1977). Geschrieben wurde es zwischen 1938 und 1947 im US-amerikanischen Exil. Ursprünglich sollte es The dreams of a better life heißen. Es erschien in mehreren Bänden ab 1954 zunächst in der DDR und 1959 im Verlag Suhrkamp. Seither ist der Begriff „Prinzip Hoffnung“ zu einem geflügelten Wort in den deutschen Feuilletons geworden.
Von Hegel und Karl Marx beeinflusst, entfaltet Bloch im Prinzip Hoffnung eine umfangreiche Philosophie der Konkreten Utopie.
Das Prinzip Hoffnung wurde in drei Bänden herausgegeben:
- Der erste Band umfasst
  - den Teil Kleine Tagträume (Bericht),
  - das philosophische Herzstück Das Antizipierende Bewusstsein (Grundlegung),
  - und Wunschbilder im Spiegel (Übergang).
- Der zweite Band analysiert die Grundrisse einer besseren Welt (Konstruktion).
- Der dritte Band heißt Wunschbilder des erfüllten Augenblicks (Identität).

Die von Bloch sehr viel später verfasste Tübinger Einleitung in die Philosophie bezeichnete er selbst auch als Einleitung zum Prinzip Hoffnung.

## Inhalt von „Das Prinzip Hoffnung“
„Wer sind wir? Wo kommen wir her? Wohin gehen wir? Was erwarten wir? Was erwartet uns? Viele fühlen sich nur als verwirrt. Der Boden wankt, sie wissen nicht warum und von was. Dieser ihr Zustand ist Angst, wird er bestimmter, so ist er Furcht.“
„Einmal zog einer aus, das Fürchten zu lernen. Das gelang in der eben vergangenen Zeit leichter und näher, diese Kunst ward entsetzlich beherrscht. Doch nun wird, die Urheber der Furcht abgerechnet, ein uns gemäßeres Gefühl fällig.“
„Es kommt darauf an, das Hoffen zu lernen. Seine Arbeit entsagt nicht, sie ist ins Gelingen verliebt statt ins Scheitern.“ (Aus dem Vorwort)

### Kleine Tagträume (Erstes Kapitel)
Der erste, 25 Seiten umfassende Teil ist stark literarisch stilisiert. Geschildert wird das Wünschen, Sehnen, Hoffen von der Kindheit über die Jugend bis ins hohe Alter.
Es ist typisch für den literarischen Stil in den Werken Ernst Blochs, dass er den Leser und die Leserin zunächst in einfachen, kurzen Kapiteln als Individuum anspricht, um sie dann durch die komplexe Philosophiegeschichte zu führen. Wahrscheinlich ist es dem anderthalbtausendseitigen Werk geschuldet, dass er nicht nur in jedem Kapitel, sondern im gesamten ersten Kapitel den Leser und die Leserin einstimmt.

### Das Antizipierende Bewusstsein (Zweites Kapitel)
Den zweiten Teil des Werkes hat Bloch auch die Grundlegung genannt. Hier findet sich am stärksten komprimiert seine Philosophie wieder.

#### Das Noch-Nicht-Bewusste
Bloch beginnt mit einer Auseinandersetzung mit der Psychologie seiner Zeit. Dem psychoanalytischen Unbewussten setzt er das „Noch-Nicht-Bewusste“ entgegen, welches vor allem in Wachträumen – später bevorzugt er den Begriff Tagträume – erscheint:

„Die Wachträume ziehen, sofern sie echte Zukunft enthalten, allesamt in dieses Noch-Nicht-Bewusste, ins ungeworden-ungefüllte oder utopische Feld.“

Bloch grenzt sich von Sigmund Freud ab, der vor allem die Nachtträume analysierte.
Die Tagträume enthalten nach Bloch hingegen eine Vorstellung von Zukunft und somit auch einen gestaltenden, planenden Charakter und nicht nur Aufarbeitung des Vergangenen, wie in Freuds tiefenpsychologischen Studien. Dieses in Tagträumen nach Möglichkeiten greifen und sein Sein daran zu bestimmen, zieht eine Parallele zu Martin Heideggers Sein und Zeit, die einen für die existentialistische Philosophie sehr neuen Ansatz hat, Vorstellungen von Zukünftigem in die Selbstbestimmung des Daseins einzubeziehen. Eine weitere, grundlegende Unterscheidung besteht in der Analyse des Grundtriebes. Während Freud hier die Libido ausmachte, sieht Ernst Bloch den Hunger als Grundtrieb an. Auch die sich von Freud abgrenzenden Tiefenpsychologen Carl Gustav Jung und Alfred Adler werden von Bloch kritisiert und als „faschistisch“ (Jung) bzw. „imperialistisch“ (Adler) beurteilt. Bloch bemängelt, die grundlegenden materiellen Bedürfnisse der kleinen Leute und deren Folgen – z. B. der Einfluss von Hunger auf das Bewusstsein – würden in der Psychoanalyse nicht angemessen berücksichtigt.

#### Die Kategorie Möglichkeit

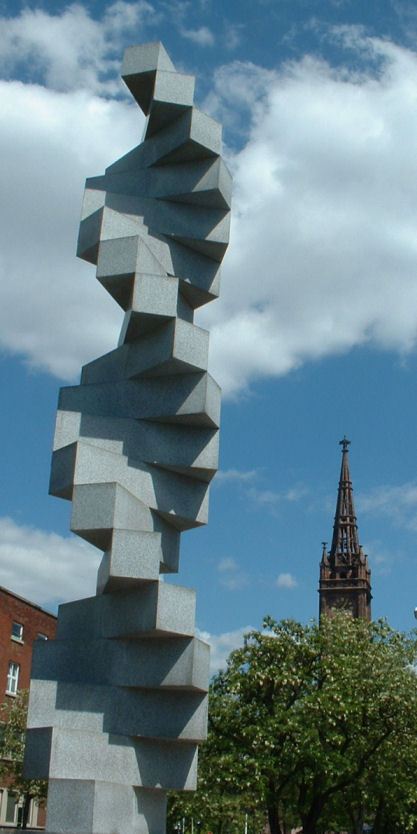
Endlose Treppe von Max Bill. Die 19 gewundenen Stufen stellen das philosophische Prinzip Hoffnung dar

Hierauf folgen kategoriale Bestimmungen: die Kategorien Front, Novum und Ultimum werden eingeführt. Sodann wird auf die aristotelische Materiekonzeption und die für Bloch daraus resultierende Unterscheidung innerhalb der Kategorie Möglichkeit eingegangen: die Unterscheidung zwischen dem Nach-Möglichkeit-Seienden und dem In-Möglichkeit-Seienden. Dieser Unterscheidung entspricht die Differenzierung der Gesellschaftsanalyse, die Ernst Bloch in seiner Auseinandersetzung mit dem Nationalsozialismus für notwendig erachtete: dem Kältestrom, womit er die harte und klare marxistische Zustandsanalyse der ökonomischen und politischen Ressourcen- und Machtverteilung in der Gesellschaft bezeichnete und die das Nach-Möglichkeit-Seiende ermittele; und dem Wärmestrom, welcher die psychologisch begründeten Empfindungen und Erwartungen der Menschen ernst nimmt und so auf die Hoffnungsseite der objektiv-realen Möglichkeit, dem In-Möglichkeit-Seiendem abzielt. Die objektiv-reale Möglichkeit erscheine in der Kunst als Vorschein. Aber wie die beiden letzten Teile des Prinzip Hoffnung zeigen sollen, ist dieser Vorschein omnipräsent.
Bloch zerlegt die Kategorie Möglichkeit im Folgenden in vier Schichten:
- das formal Mögliche – das, was nicht der Logik widerspricht (formal zulässig)
- das sachlich-objektiv Mögliche – das, was nach Maßgabe der Erkenntnistheorie möglich ist (objektiv vermutbar)
- das sachhaft-objektgemäß Mögliche – das, was gegenstandstheoretisch möglich ist (objektgemäß offen)
- das objektiv-real Mögliche – das, was in der Materie Latenz und Tendenz hat (der Prozessmaterie entsprechend)

Damit das sachhaft-objektgemäß Mögliche sich verwirklicht, ist es wichtig, dass die partiellen Bedingungen des aktiven Vermögens einerseits und der passiven Möglichkeit andererseits ineinandergreifen. Verkürzt ausgedrückt: um lesen zu können, muss man lesen können (Vermögen) und einen Text haben (passive Möglichkeit), erst dann besteht die (sachhaft-objektgemäße) Möglichkeit zu lesen. Das objektiv-real Mögliche setzt Bloch mit der Materie gleich. Allerdings ist die Materie bei ihm keine Klotzmaterie, sondern selbstschöpferisch.

#### Zum Theorie-Praxis-Verhältnis
Dies führt zu seiner Auseinandersetzung mit den marxschen Feuerbach-Thesen. Hier entwickelt Ernst Bloch das marxistische Theorie-Praxis-Verhältnis weiter:

„Die dialektisch-historische Tendenzwissenschaft Marxismus ist derart die vermittelte Zukunftswissenschaft der Wirklichkeit plus der objektiv-realen Möglichkeit in ihr; all das zum Zweck der Handlung.“

#### Das Dunkel des gelebten Augenblicks
Anschließend (S. 343–368) führt er seine Überlegungen zum Dunkel des gelebten Augenblicks und dem Staunen aus. In diesem Kapitel bringt er sogenannte spirituelle Fragen mit der Klassengesellschaft in einen Zusammenhang.
Das Dunkel des gelebten Augenblicks ist das unmittelbare Jetzt, welches ge-lebt aber nie er-lebt werde. In diesem Jetzt treibe es, in ihm sei der Grundtrieb des Hungerns, das unmittelbare Jetzt bilde damit die Front worin echte Zukunft entschieden werden könne. Zum Verwirklichen dieser Zukunft gehöre jedoch nicht nur das Dunkel des Jetzt als Quelle, sondern ebenso die ihm entsprechende Offenheit des objekthaften Hintergrunds, die Utopie als Frontbestimmtheit der Objekte. Dunkler Augenblick und adäquate Offenheit der Objekte seien die Pole des antizipierenden Bewusstseins. Offene Adäquatheit mache sich in der seltsamen Erfahrung eines antizipierenden Stillehaltens, dem fragenden Staunen deutlich und dieses laufe als unkonstruierbare Frage wieder in das Dunkel des Augenblicks hinein.
In dem Nächsten – nicht im Fernsten – stecke mithin der Knoten des Daseinsrätsels. Der Zielinhalt des Dunkel des gelebten Augenblicks sei unter der mythologischen Bezeichnung Gott intendiert und sei mit unmythologischer Bezeichnung Agens wie Kern der sich entwickelnden Materie. Diese unmittelbar zu erleben sei bislang noch nicht möglich und somit lebe noch kein Mensch wirklich, was Bloch in verschiedenen Werken mit der Formel: „Ich bin. Aber ich habe mich noch nicht.“ auszudrücken versucht. Das Carpe diem (Pflücke den Tag) der Tatmenschen sei weit davon entfernt das Jetzt erleben zu lassen und ebenso reiche reine Kontemplation nicht aus. In der Klassengesellschaft, die notwendig über das Produkt das wirklich Produzierende übersehe, finde ein Begreifen-Ergreifen der aktuellen Triebkräfte des Geschehens nicht statt, bestenfalls falle ein senkrecht einschlagendes Licht auf die Unmittelbarkeit revolutionärer Situationen. Hier sei ein militanter Optimismus angebracht, ein echtes geschichtsbewusstes Carpe diem.

### Wunschbilder im Spiegel (Drittes Kapitel)

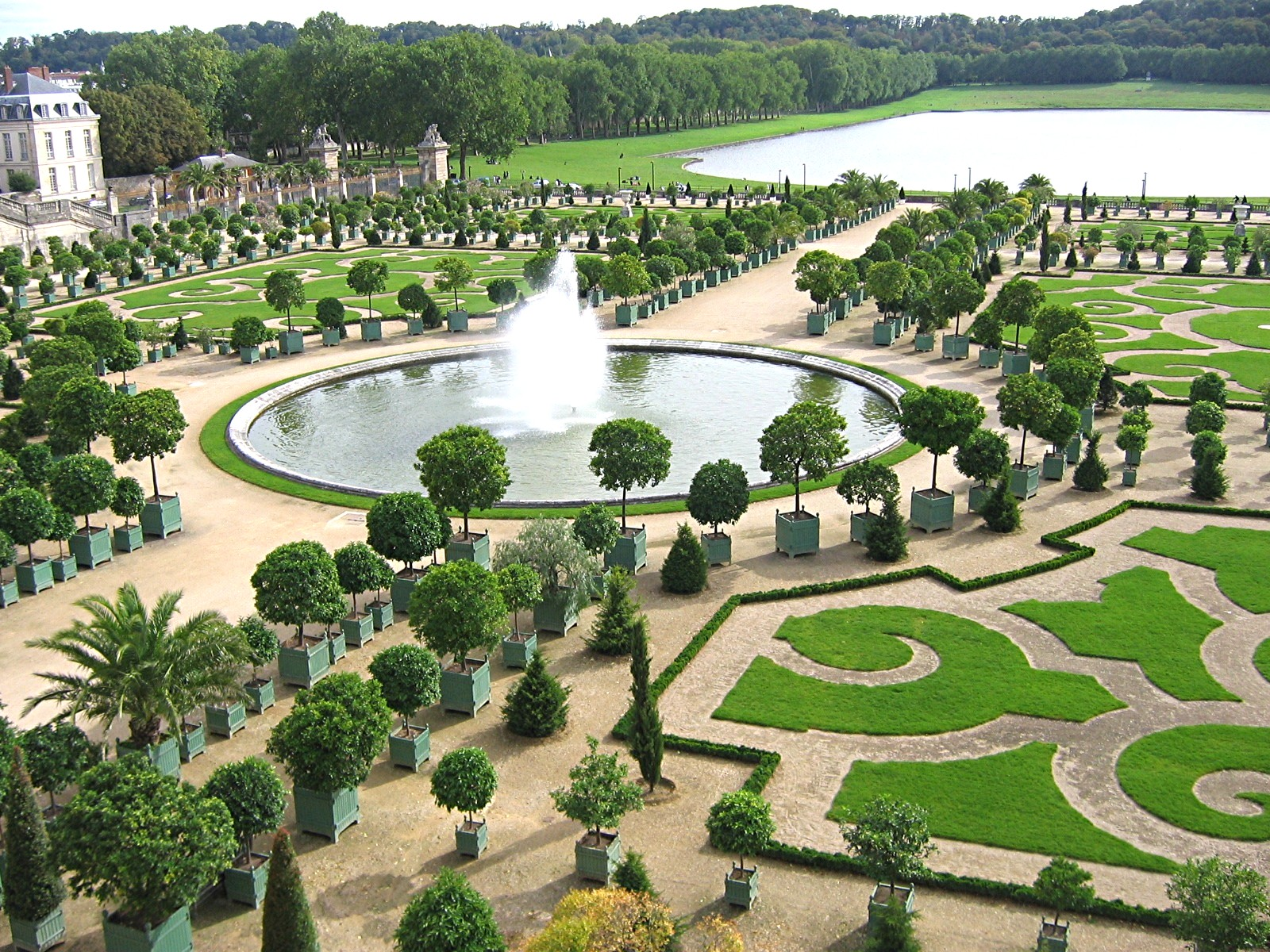
Schloss Versailles, Orangerie … das Interesse des abendländischen Absolutismus am orientalischen Despotismus ließ hier zugleich in die arabische Phantasie greifen.

In diesem letzten Kapitel des ersten Bandes geht Bloch auf die Wunschbilder ein, die uns in der Unterhaltung erscheinen.
Es handelt vor allem auch von den gebrochenen Wunschbildern, die sich nicht entfalten können, die uns verführbar machen. Bloch spricht hier über das Licht der Reklame, die bunten Magazine. Er schreibt über die Südsee in Jahrmarkt und Zirkus und über Märchen. Das „Es war einmal“ beziehe sich nicht auf die Vergangenheit, sondern auf die Zukunft, das Magische, so Ernst Bloch, intendiere das Schlaraffenland als Utopie. Es folgen die Abschnitte Reiz der Reise und Wunschbilder im Tanz. Hierzu sei angemerkt, dass Bloch, drastischer noch als Adorno, den amerikanischen Jazz-Tanz verurteilte: Der Mensch soll besudelt werden und das Gehirn entleert. Diesem setzte er den bodenständigen und – seinerzeit – nicht vermarkteten Volkstanz entgegen. Allerdings lobte er als Philosoph des aufrechten Ganges am Volkstanz genau das, was den heutigen Jazz Dance mitausmacht: die Körperlinie und die Bewegung aus dem Becken.
Im Unterkapitel zur Schaubühne bezieht sich Bloch positiv auf Bertolt Brecht. Hier bespricht er die Freude an der Befreiung, den Trotz und die Hoffnung als wirkenden Anteil Zukunft im Theater.

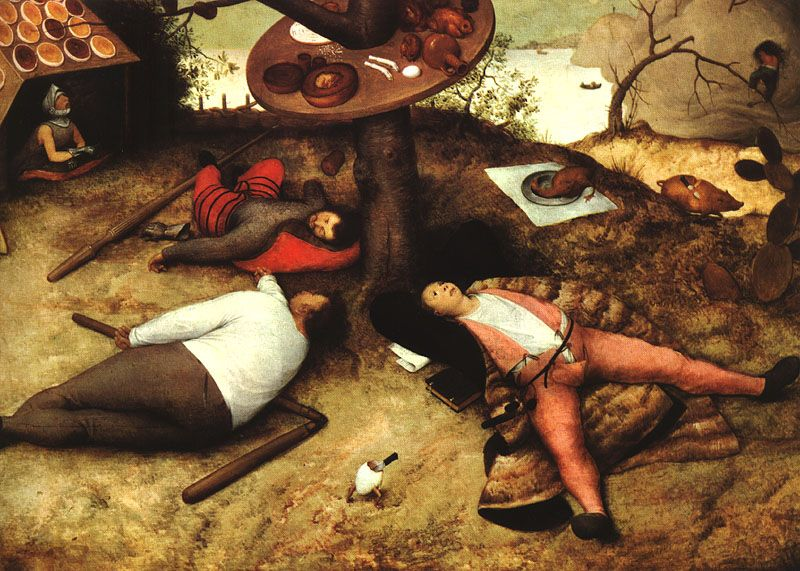
Das Schlaraffenland Gemälde von Pieter Bruegel dem Älteren

Es folgt eine Untersuchung über verspottete (Luftschloss) und gehasste Wunschbilder wie Das Wörtchen Wenn oder die Komödien von Aristophanes (Wolkenkuckucksheim). Allerdings gebe es auch voreilende Träume, die an Neues glauben und doch darüber lachen. Hier führt Bloch insbesondere H. G. Wells an.
Der erste Band endet mit dem Happy-End (durchschaut und trotzdem verteidigt).

### Grundrisse einer besseren Welt (Viertes Kapitel)
Im vierten Teil des Prinzip Hoffnung, also dem zweiten Band, analysiert Bloch
- ärztliche Utopien
- Sozialutopien
- technische Utopien
- architektonische Utopien
- geographische Utopien
- Utopien in Malerei, Oper und Dichtung

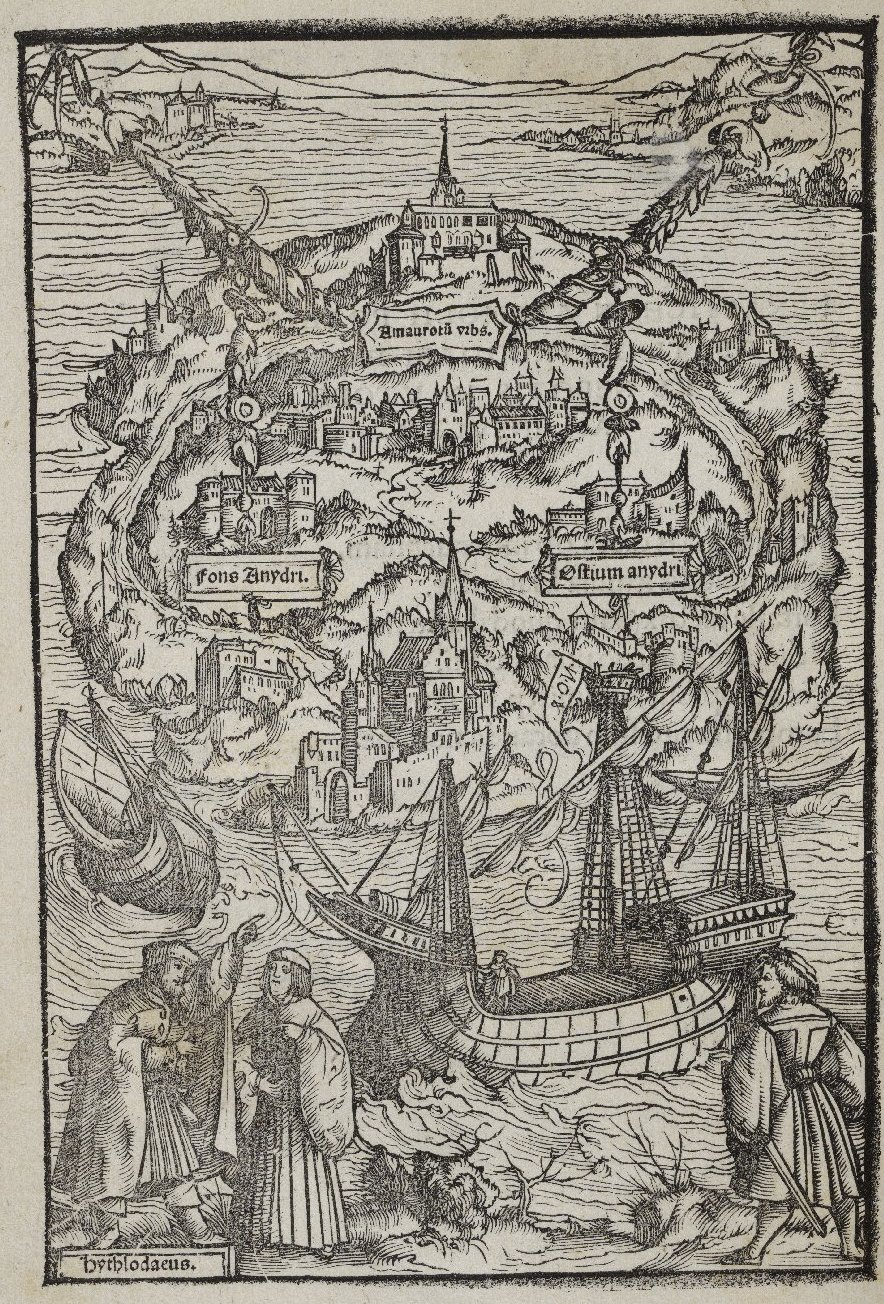
Morus’ „Utopia“. Holzstich von Ambrosius Holbein (1518)

#### Sozialutopien
Die Durchforstung der Sozialutopien nimmt den größten Teil der Grundrisse einer besseren Welt ein. Hier werden auf knapp zweihundert Seiten die sozialen Wunschbilder der Vergangenheit vorgestellt, von Solon und Diogenes über Thomas Morus bis hin zu Edward Bellamy und William Morris. Diese Wunschbilder seien nicht beliebig und zusammenhanglos, sondern sozial bedingt, sie gehorchten einem sozialen Auftrag:

„Sozialutopie arbeitete als ein Teil der Kraft, sich zu verwundern und das Gegebene so wenig selbstverständlich zu finden, dass nur seine Veränderung einzuleuchten vermag.“

Über das persönliche Meinen hinweg hielten sie sich an einen Fahrplan. Sie sprächen nicht nur vom Bevorstehenden in Formen einer jeweils nächsten Tendenz, sondern enthielten überschießende Bilder. Dieses Unterkapitel endet mit einem Plädoyer für die marxistische konkrete Antizipation.

#### Technische Utopien
Dieses Unterkapitel ist sehr wichtig, weil Bloch hier sein Konzept der Allianztechnik darstellt.
Zunächst geht Bloch auf in der Geschichte überlieferte technische Utopien ein. Hier bespricht er den utopischen Gehalt von technisch-magischen Erfindungen in Aladins Märchen, in der Alchymie und in Francis Bacons Nova Atlantis als utopisches Laboratorium.
Anschließend wird die spätbürgerliche Drosselung der Technik erörtert. Diese werde hervorgerufen durch die Verwandlung aller Tauschgüter in Waren, durch das Ware-Denken, die Verdinglichung, dadurch, dass die Welt nur noch quantitativ wahrgenommen werde. Mit diesem quantitativen Naturverständnis könne die bürgerliche Wissenschaft und daher eben auch Technik nur begrenzt weiterentwickelt werden. Denn die Natur könne in dieser Form nur überlistet oder ausgebeutet werden. Nicht aber würde wahrgenommen, dass die Natur, wie Averroes sagt, schöpferische Materie sei. Erst das gesellschaftlich mit sich selbst vermittelte Subjekt, das sich mit dem Problem des Natursubjekts wachsend vermittelt (S. 787), könne verhindern, dass die bürgerliche Verdinglichung fortgesetzt werde. Hiermit ist gemeint, dass die Menschen sich selber als wertschöpfend und die Natur als schöpferisch begreifen und sich gemeinsam als Allianz wahrnehmen. Beide zusammen legen die konkrete Utopie der Technik nahe, wie sie der konkreten Utopie der Gesellschaft sich anschließt und mit ihr verbunden ist. (S. 787 f.)

### Wunschbilder des erfüllten Augenblicks (Fünftes Kapitel)
Im letzten Band, den Bloch mit Wunschbilder des erfüllten Augenblicks bezeichnete, erforscht er diese eingehend in den Kategorien der Moral, der Musik, des Todes, der Religion, der Natur und schließlich der Heimat.
Ernst Blochs Abschlusssätze im Prinzip Hoffnung bilden ein fulminantes Furioso (Eberhard Braun) zum Thema Heimat:

„Der Mensch lebt noch überall in der Vorgeschichte, ja alles und jedes steht noch vor Erschaffung der Welt, als einer rechten. Die wirkliche Genesis ist nicht am Anfang, sondern am Ende, und sie beginnt erst anzufangen, wenn Gesellschaft und Dasein radikal werden, das heißt sich an der Wurzel fassen. Die Wurzel der Geschichte aber ist der arbeitende, schaffende, die Gegebenheiten umbildende und überholende Mensch. Hat er sich erfaßt und das Seine ohne Entäußerung und Entfremdung in realer Demokratie begründet, so entsteht in der Welt etwas, das allen in die Kindheit scheint und worin noch niemand war: Heimat.“

## Wirkungsgeschichte
Ernst Bloch, der die Bände des Prinzips Hoffnung zunächst in Leipzig herausgab, war bei Studenten und Studentinnen in der jungen DDR sehr populär.
Wolfgang Harich gründete zusammen mit Ernst Bloch und anderen die Deutsche Zeitschrift für Philosophie, in der sich Bloch auch kritisch gegenüber der SED äußerte. Unter Blochs Einfluss veröffentlichte Harich 1956 die „Plattform über den besonderen deutschen Weg zum Sozialismus“, er wird noch im selben Jahr festgenommen und nach dem Ungarn-Aufstand zu zehn Jahren Zuchthaus verurteilt. 1957 wird Bloch zwangsemeritiert, zwei Jahre später erscheint sein dritter Band von Prinzip Hoffnung.
Die Eschatologie und der Bezug zur Religion, welcher später (1968) in Blochs Werk Atheismus im Christentum weiter ausgearbeitet wurde, hatte auf deutsche evangelische Theologen und Theologinnen der Befreiungstheologie eine starke Wirkung. Beeinflusst wurden z. B. Jürgen Moltmann, der 1964 das Buch Theologie der Hoffnung herausgab, und Dorothee Sölle (Atheistisch an Gott glauben, 1968).
In dem Song Traurige Träume, der sich auf dem Album Alles zerpflücken von 2019 befindet, gehen die Punk-Band Schrottgrenze und HipHop-Sängerin Sookee lyrisch auf die Theorien Ernst Blochs ein.

## Kritik
Der Philosoph und Soziologe Theodor W. Adorno drückte in einem Brief an den Verleger Peter Suhrkamp 1958 seine Kritik folgendermaßen aus:

„Anstelle der wirklichen Anstrengung und Arbeit des Begriffs, die ein alter Hegelianer wie Bloch doch weiß Gott schwer zu nehmen hätte, ist das Buch wie ein reißendes Gewässer, in dem alles mögliche Zeug, vor allem Konservenbüchsen, herumschwimmt, überreich an einem teilweise übrigens etwas apokryphen Stoff, aber arm einfach an geistigem Gehalt.“

Der Philosoph Hans Jonas formulierte mit seinem Werk „Das Prinzip Verantwortung“ eine explizite Kritik an Ernst Blochs Prinzip Hoffnung.
Der Soziologe Helmut Schelsky veröffentlichte gegen Das Prinzip Hoffnung ein eigenes Buch: („Die Hoffnung Blochs: Kritik der marxistischen Existenzphilosophie eines Jugendbewegten“).